# لیندا اشتال
لیندا اشتال (آلمانی: Linda Stahl؛ زادهٔ ۲ اکتبر ۱۹۸۵) یک ورزشکار اهل آلمان است.